# Hommelseweg

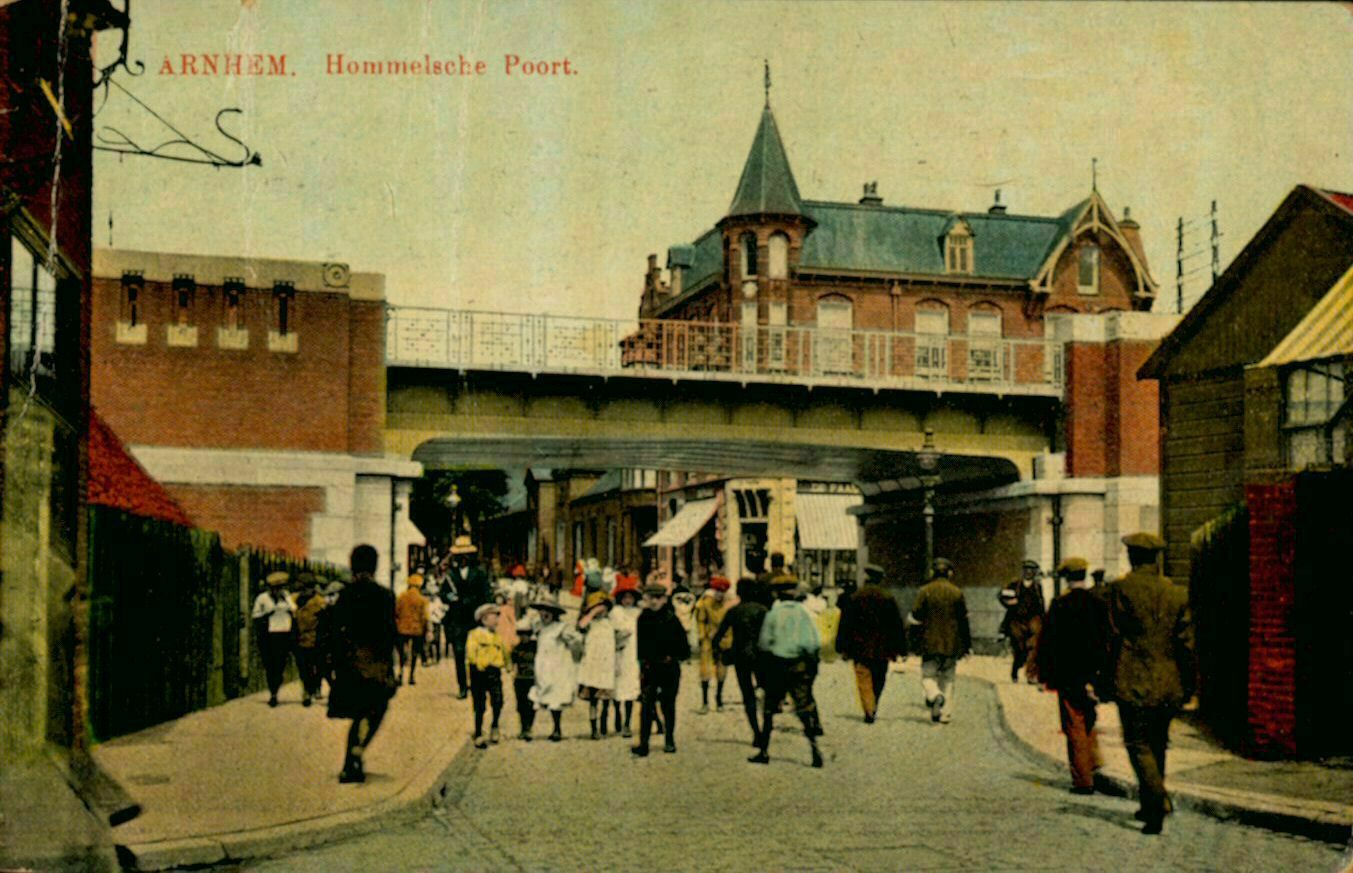
De spoorovergang (Hommelsche Poort) tussen de Hommelstraat en Hommelseweg rond 1911-1915.

De Hommelseweg is een straat op de grens van de wijken Klarendal en Sint-Marten in Arnhem.

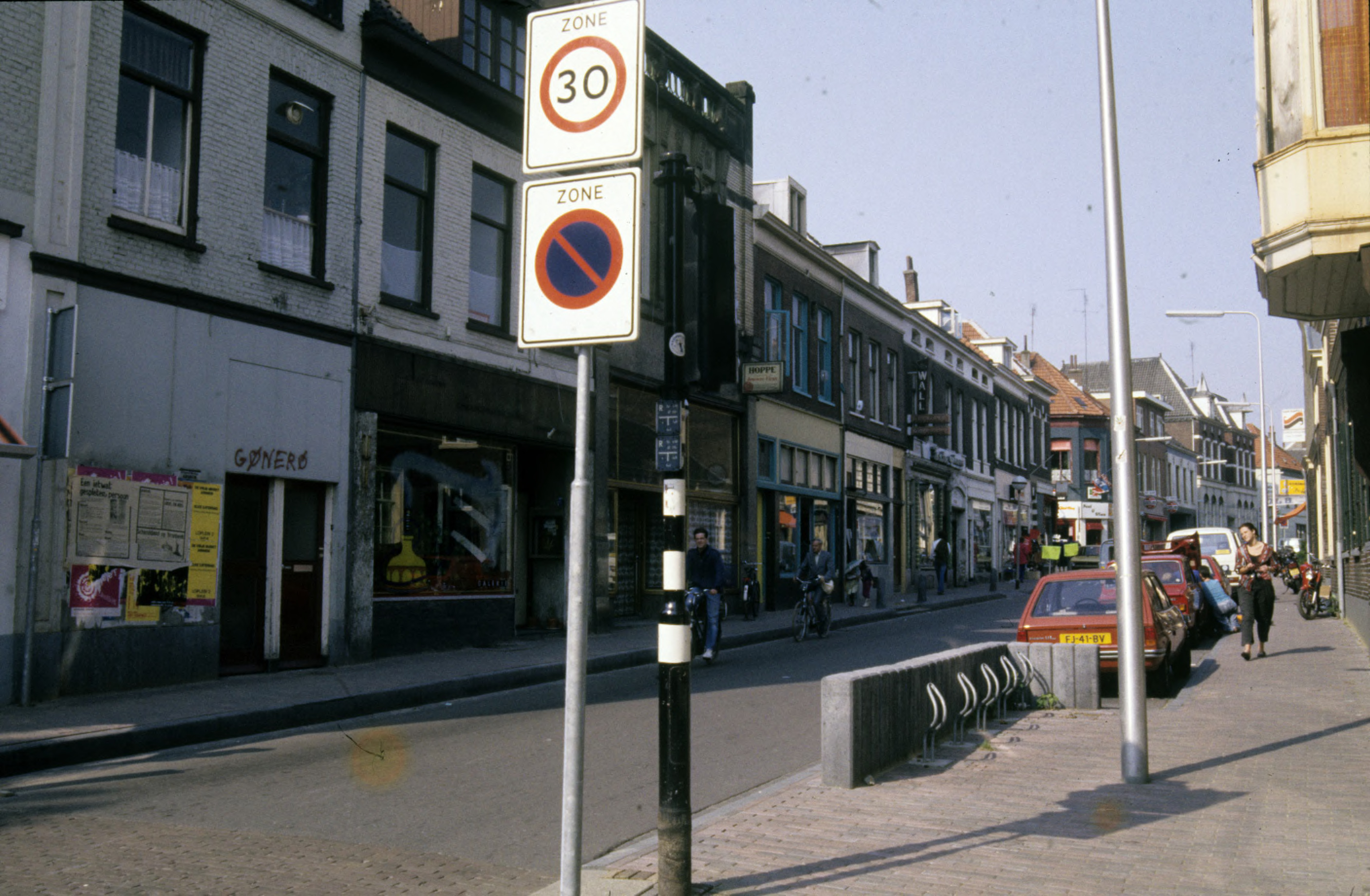
Blik op de Hommelseweg van zuid naar noord (1980 - 1985).

De Hommelseweg loopt vanaf de spoorovergang bovenaan de Hommelstraat in noordelijke richting tot Park Klarenbeek. De eerste huizen in de wijk Klarendal werden in 1830 gebouwd op het terrein aan de Hommelseweg dat de gemeente Arnhem kocht van het Sint-Petersgasthuis.

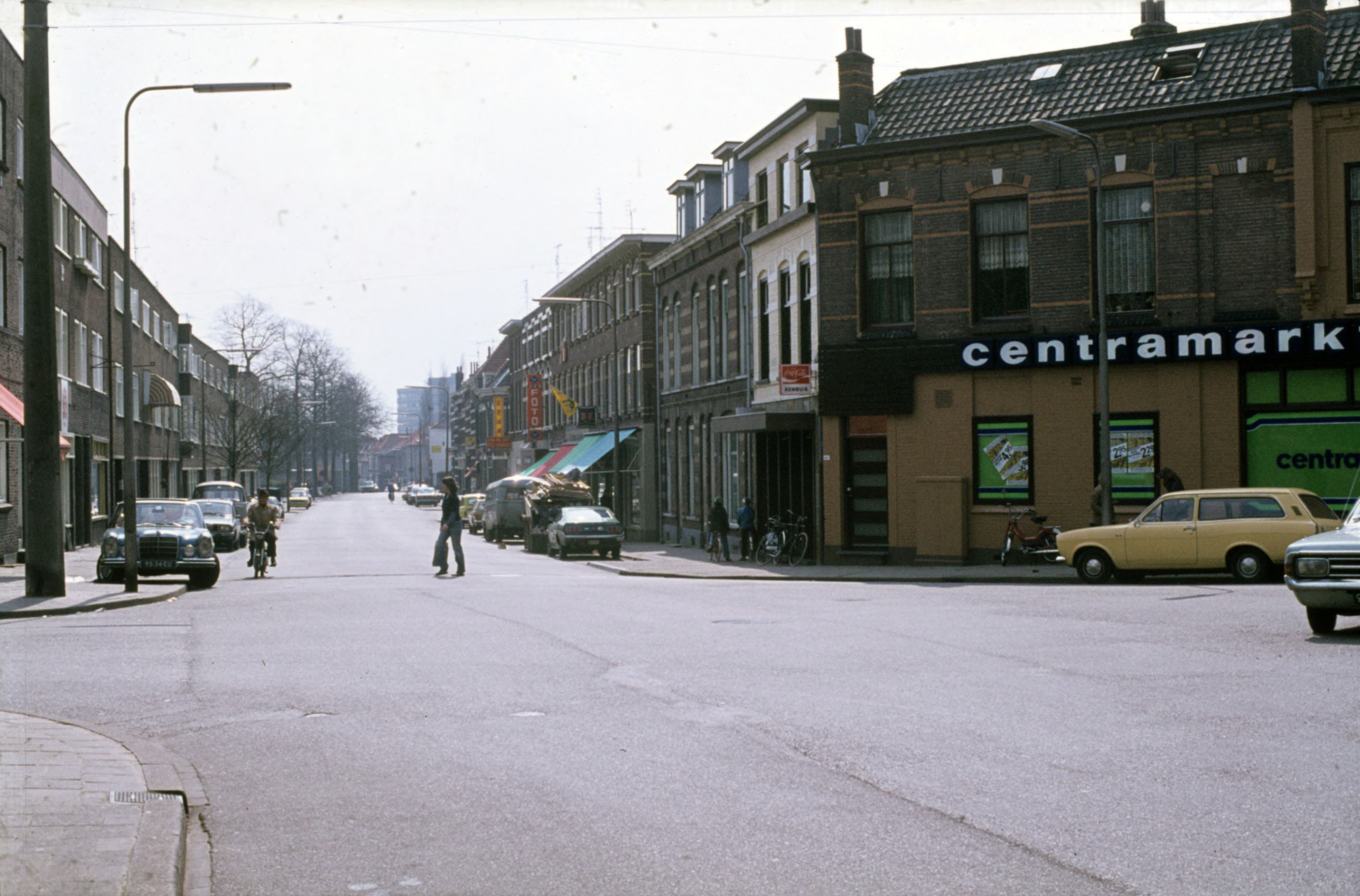
Blik op de Hommelseweg van noord naar zuid (1970 - 1975).

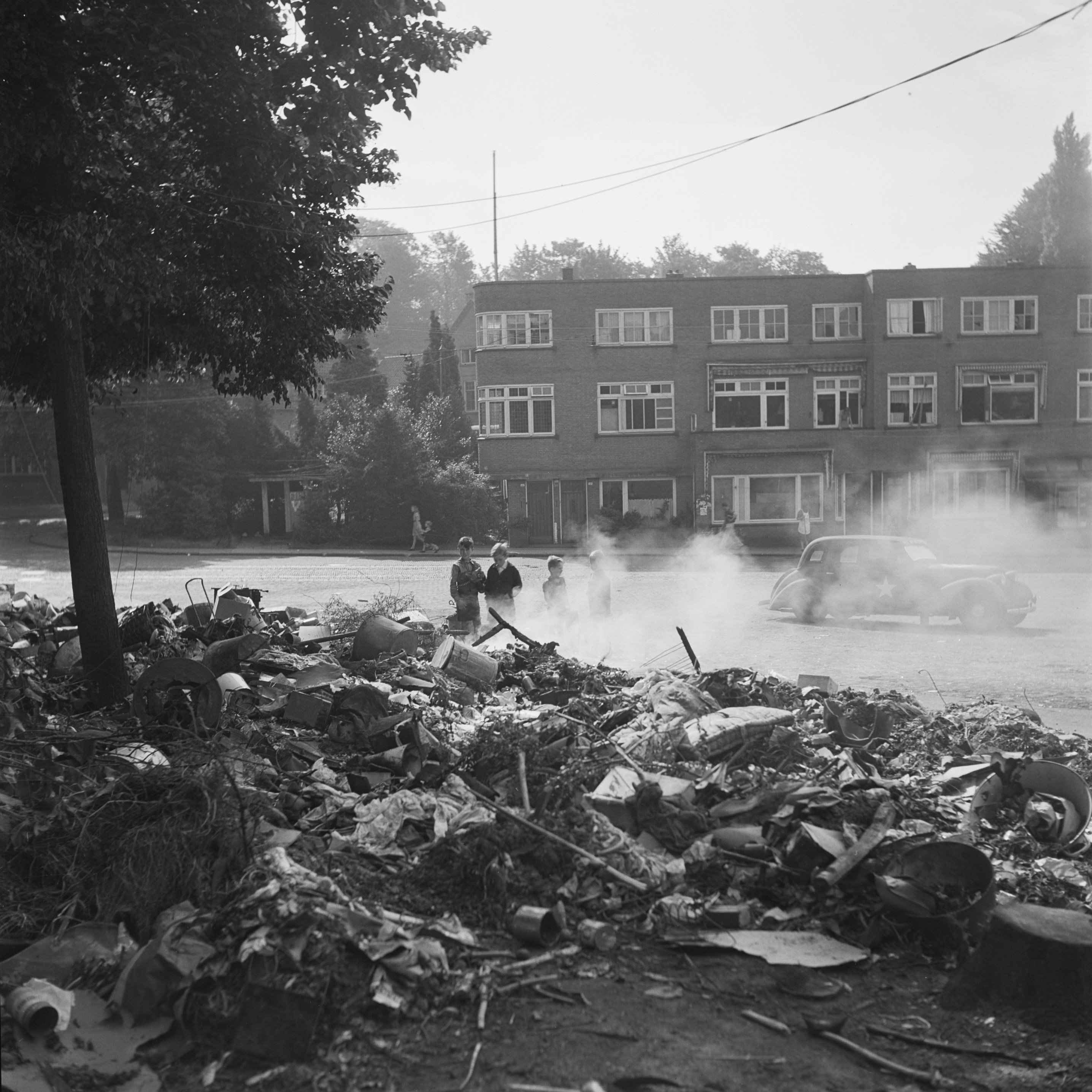
Kinderen staan bij een hoop puin op de locatie kruising Hommelseweg, Dalweg, St. Antonielaan. Juni 1945.

## Geschiedenis

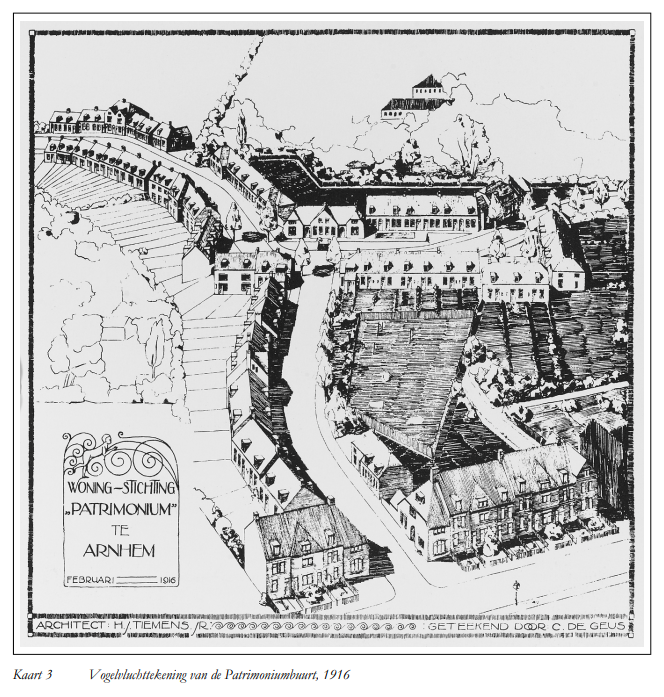
Vogelvluchttekening van de Patrimoniumbuurt, 1916 (Gemeente Arnhem)

"Het merendeel van de grond waarop de Patrimoniumbuurt en Vogelwijk werden gebouwd, behoorde in de vorige eeuw tot het landgoed Klarenbeek. De gemeente Arnhem kocht deze gronden op een openbare veiling in 1886, na het overlijden van jonkvrouw Françoise van Herzeele, weduwe van F.C. baron van Pallandt. Langs de Hommelseweg lagen kleinere percelen van verschillende eigenaren. Al voor 1900 waren aan deze weg enkele panden gebouwd, waaronder meerdere dicht op- en aaneengebouwde woningen. Ook lag er een kleine, vermoedelijk particuliere, Israëlitische begraafplaats. De terreinen waren nauwelijks ontsloten. Behalve de Hommelseweg waren er slechts enkele paden, zoals ‘Onder de Linden’ en een pad ter plaatse van de huidige Vijverlaan."
"Het terrein op de hoek van Onder de Linden en de J.P. Heyestraat werd omstreeks 1915 door particulieren bebouwd met beneden- en bovenwoningen. De aan het complex van Patrimonium grenzende bebouwing aan de Hommelseweg werd in de jaren twintig en dertig geheel vervangen."

## Gebouwen
De gebouwen (aan de oostzijde van de Hommelsweg) ten noorden van de kruising met de J.P. Heijestraat tot aan de rotonde met de Thomas a Kempislaan behoren tot de Vogelwijk / Patrimoniumbuurt en vallen daarmee onder het Rijksbeschermd stadsgezicht.

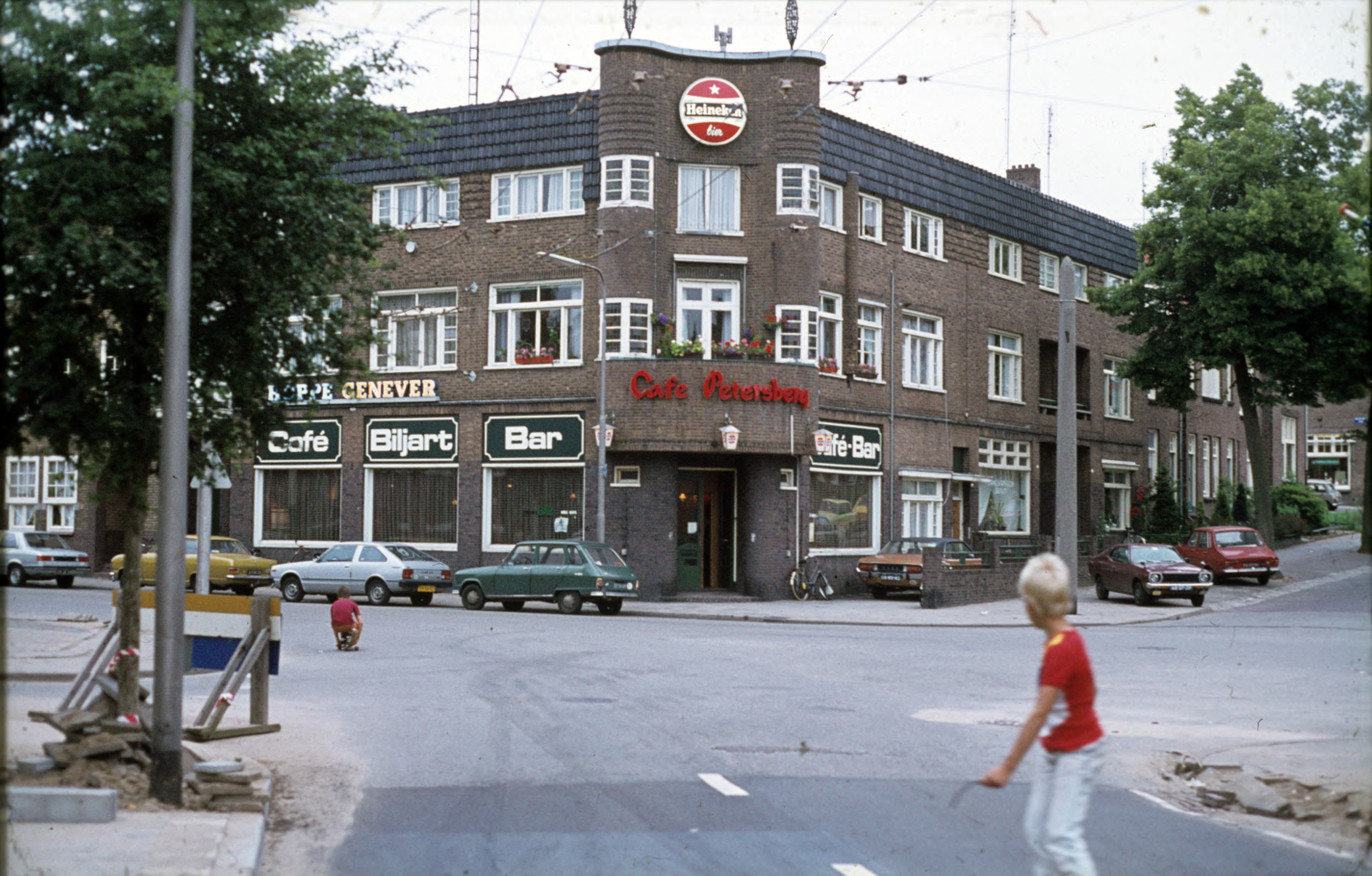
Op de hoek is Cafe Biljart Bar "Petersberg" aan de Hommelseweg 294. 1980-1985. (Het Gelders Archief 1524 - 5151 - Diacollectie Gemeente Arnhem)

De aan de Patrimoniumbuurt grenzende bebouwing aan de Hommelseweg moest in de jaren twintig en dertig geheel plaatsmaken voor nieuwbouw. Op de hoek van de Hommelseweg en J.P. Heyestraat werden in 1926-1927 in opdracht van J. Wennekes een café met woning, winkel en drie bovenwoningen gebouwd. De architect N.P.A.M. van Hassel ontwierp het complex in drie bouwlagen in een aan de Amsterdamse School verwante architectuur. Het hoekpand kreeg een markant accent. Direct aan de noordzijde hiervan werd in 1932-1933 een complex gebouwd in dezelfde trant, eveneens naar ontwerpen van Van Hassel. Oorspronkelijk omvatte het 30 woningen, een winkel en 31 bovenwoningen. Markant zijn de ingangspartijen met hun ronde bogen. Aansluitend op dit langgerekte blok verrees op de hoek met de Klaas Katerlaan in 1934-1935 een winkelhuis met één benedenwoning, vier bovenwoningen en - achter de winkel - een bakkerij. Dit laatste blok met op de hoek een opvallende, afgeronde gevel, werd ontworpen door de bouwkundige W.G. Lamers.

## Hommelsemarkt
In 1983 (het jaar dat Arnhem zijn 750 jarig bestaan vierde) werkte de ambulante handel en winkeliers aan de Hommelstraat en Hommelseweg samen om eenmalig een markt te organiseren op de plek waar na de oorlog de bekendste warenmarkt van Arnhem stond.
Dit werd een groot succes en al snel kwam het idee om de markt elk jaar te houden. Inmiddels is deze markt uitgegroeid tot de maximale omvang en wordt hij jaarlijks op Hemelvaartsdag georganiseerd. De Hommelsemarkt trekt elk jaar ongeveer 60.000 bezoekers en bestaat uit ongeveer 350 marktkramen, aangevuld met verkoopwagens.